# Matías Soulé
Matías Soulé Malvano (Mar del Plata, 15 aprile 2003) è un calciatore argentino, centrocampista o attaccante della Roma.

## Biografia
Nato in Argentina, possiede anche il passaporto italiano per via delle sue origini, dato che la madre è discendente di emigranti italiani.

## Caratteristiche tecniche
È un'ala destra che, all'occorrenza, può giocare anche da trequartista. Dotato di tecnica e velocità, nonché avvezzo al dribbling, è un mancino abile nell'accentrarsi dalla destra per cercare il tiro in porta.

## Carriera

### Club

#### Gli inizi
Comincia la sua carriera a 6 anni con il Kimberley (MdP); sei anni dopo passa al Vélez Sarsfield.

#### Juventus
Il 10 gennaio 2020 si trasferisce alla Juventus. Inquadrato inizialmente nelle giovanili del club, il 22 agosto 2021 esordisce da professionista con la Juventus U23, la seconda squadra bianconera, nella vittoria per 3-2 in Coppa Italia Serie C contro la Pro Sesto; sei giorni dopo debutta in Serie C, nel successo per 2-1 contro la Pergolettese. Il 10 settembre seguente l'allenatore della prima squadra, Massimiliano Allegri, lo inserisce per la prima volta tra i convocati per la gara di Serie A contro il Napoli.
Il 15 settembre 2021 segna la sua prima doppietta in carriera, nella vittoria per 3-2 contro la Feralpisalò valida per il secondo turno di Coppa Italia Serie C; quindi il 7 novembre realizza il suo primo gol in Serie C, nella vittoria per 1-0 contro il Lecco. Il 30 dello stesso mese debutta in prima squadra, nella vittoria per 2-0 contro la Salernitana, subentrando nei minuti di recupero. Per tutta la stagione 2021-2022 viene inoltre aggregato alla squadra under 19 in occasione degli impegni in UEFA Youth League, segnando le due reti di apertura nel confronto contro il Chelsea. Con due gol in sei partite aiuta l'under 19 a raggiungere le semifinali, il migliore piazzamento in assoluto nella competizione per i bianconeri: nella gara con il Benfica, dopo il 2-2 dei tempi regolamentari, l'argentino sbaglia l'ultimo tentativo ai tiri di rigore, causando la sconfitta per 5-6 dei torinesi.
Durante la stagione 2022-2023 viene inserito in pianta stabile nella rosa della prima squadra; nel mentre continua all'occorrenza a venire aggregato alla seconda squadra, con cui raggiunge la finale della Coppa Italia Serie C. Frattanto l'11 ottobre 2022 debutta in UEFA Champions League, sostituendo Alex Sandro al 74º della gara persa 2-0 sul campo del Maccabi Haifa, valida per la fase a gironi della competizione. Il 12 marzo 2023 trova la prima rete con la maglia della prima squadra, realizzando il definitivo 4-2 nella vittoria interna in campionato sulla Sampdoria.

#### Frosinone
Il 28 agosto 2023 passa in prestito al Frosinone. Esordisce coi ciociari cinque giorni dopo, scendendo in campo da titolare nel pareggio per 0-0 sul campo dell'Udinese. Il 28 settembre segna la sua prima rete coi frusinati, quella del definitivo 1-1 nella gara casalinga contro la Fiorentina; il successivo 29 ottobre realizza la sua prima doppietta in Serie A, nella sconfitta esterna per 4-3 contro il Cagliari.
S'impone ben presto nell'undici titolare di Eusebio Di Francesco, emergendo tra le rivelazioni della prima parte di campionato. Il 3 febbraio 2024, nella sconfitta casalinga per 2-3 contro il Milan, trasforma il calcio di rigore del parziale 1-1, diventando il primo giocatore nella storia del club a raggiungere la doppia cifra in una stagione di Serie A. Nonostante l'apporto realizzativo dell'argentino, a fine campionato la squadra giallazzurra non riesce a raggiungere la salvezza.

#### Roma
Il 30 luglio 2024 viene acquistato a titolo definitivo dalla Roma, a fronte di un corrispettivo di 25,6 milioni di euro più 4 di bonus. Debutta in maglia giallorossa il successivo 18 agosto, all'avvio di campionato, scendendo in campo da titolare nel pareggio per 0-0 sul campo del Cagliari. Realizza il suo primo gol per la squadra capitolina il 3 novembre dello stesso anno, sempre in campionato, nella sconfitta esterna per 3-2 contro il Verona. Sempre in Serie A, il 13 aprile 2025 trova la sua prima rete nel derby di Roma, che sancisce l'1-1 finale.

### Nazionale
Soulé ha rappresentato la nazionale argentina a livello giovanile, giocando con l'Argentina U-16 e l'Argentina U-20.
Il 4 novembre 2021 viene convocato dal commissario tecnico della nazionale maggiore, Lionel Scaloni, in vista delle gare di qualificazione al campionato del mondo 2022 contro Uruguay e Brasile, senza scendere in campo. Nell'ottobre del 2022 viene inizialmente inserito nella lista dei preconvocati per la fase finale del mondiale in Qatar, non rientrando poi nella rosa definitiva.
Nel maggio del 2023 viene convocato dal selezionatore Javier Mascherano con la nazionale under 20, in vista della partecipazione al mondiale di categoria organizzato dalla stessa Argentina, giocando poi tre partite nel corso della competizione.

## Statistiche

### Presenze e reti nei club
Statistiche aggiornate al 25 maggio 2025.
| Stagione                     | Squadra                      | Campionato                   | Campionato | Campionato | Coppe nazionali | Coppe nazionali | Coppe nazionali | Coppe continentali | Coppe continentali | Coppe continentali | Altre coppe | Altre coppe | Altre coppe | Totale | Totale | Totale |
| Stagione                     | Squadra                      | Comp                         | Pres       | Reti       | Comp            | Pres            | Reti            | Comp               | Pres               | Reti               | Comp        | Pres        | Reti        | Pres   | Reti   |        |
| ---------------------------- | ---------------------------- | ---------------------------- | ---------- | ---------- | --------------- | --------------- | --------------- | ------------------ | ------------------ | ------------------ | ----------- | ----------- | ----------- | ------ | ------ | ------ |
| 2021-2022                    | Juventus U23/Next Gen        | C                            | 25+6       | 3+0        | CI-C            | 3               | 2               | -                  | -                  | -                  | -           | -           | -           | 34     | 5      |        |
| 2022-2023                    | Juventus U23/Next Gen        | C                            | 3          | 0          | CI-C            | 3               | 0               | -                  | -                  | -                  | -           | -           | -           | 6      | 0      |        |
| Totale Juventus U23/Next Gen | Totale Juventus U23/Next Gen | Totale Juventus U23/Next Gen | 34         | 3          |                 | 6               | 2               |                    | -                  | -                  |             | -           | -           | 40     | 5      |        |
| 2021-2022                    | Juventus                     | A                            | 2          | 0          | CI              | 0               | 0               | UCL                | 0                  | 0                  | -           | -           | -           | 2      | 0      |        |
| 2022-2023                    | Juventus                     | A                            | 13         | 1          | CI              | 1               | 0               | UCL+UEL            | 3+2                | 0                  | -           | -           | -           | 19     | 1      |        |
| Totale Juventus              | Totale Juventus              | Totale Juventus              | 15         | 1          |                 | 1               | 0               |                    | 5                  | 0                  |             | -           | -           | 21     | 1      |        |
| 2023-2024                    | Frosinone                    | A                            | 36         | 11         | CI              | 3               | 0               | -                  | -                  | -                  | -           | -           | -           | 39     | 11     |        |
| 2024-2025                    | Roma                         | A                            | 27         | 5          | CI              | 1               | 0               | UEL                | 11                 | 0                  | -           | -           | -           | 39     | 5      |        |
| 2025-2026                    | Roma                         | A                            | -          | -          | CI              | -               | -               | UEL                | -                  | -                  | -           | -           | -           | -      | -      |        |
| Totale Roma                  | Totale Roma                  | Totale Roma                  | 27         | 5          |                 | 1               | 0               |                    | 11                 | 0                  |             | -           | -           | 39     | 5      |        |
| Totale carriera              | Totale carriera              | Totale carriera              | 112        | 20         |                 | 11              | 2               |                    | 16                 | 0                  |             | -           | -           | 139    | 22     |        |

### Cronologia presenze e reti in nazionale
| Cronologia completa delle presenze e delle reti in nazionale ― Argentina under 23 | Cronologia completa delle presenze e delle reti in nazionale ― Argentina under 23 | Cronologia completa delle presenze e delle reti in nazionale ― Argentina under 23 | Cronologia completa delle presenze e delle reti in nazionale ― Argentina under 23 | Cronologia completa delle presenze e delle reti in nazionale ― Argentina under 23 | Cronologia completa delle presenze e delle reti in nazionale ― Argentina under 23 | Cronologia completa delle presenze e delle reti in nazionale ― Argentina under 23 | Cronologia completa delle presenze e delle reti in nazionale ― Argentina under 23 |
| Data                                                                              | Città                                                                             | In casa                                                                           | Risultato                                                                         | Ospiti                                                                            | Competizione                                                                      | Reti                                                                              | Note                                                                              |
| --------------------------------------------------------------------------------- | --------------------------------------------------------------------------------- | --------------------------------------------------------------------------------- | --------------------------------------------------------------------------------- | --------------------------------------------------------------------------------- | --------------------------------------------------------------------------------- | --------------------------------------------------------------------------------- | --------------------------------------------------------------------------------- |
| 23-3-2024                                                                         | Mazatlán                                                                          | Messico under 23                                                                  | 2 – 4                                                                             | Argentina under 23                                                                | Amichevole                                                                        | 1                                                                                 | 75’                                                                               |
| 26-3-2024                                                                         | Puebla de Zaragoza                                                                | Messico under 23                                                                  | 3 – 0                                                                             | Argentina under 23                                                                | Amichevole                                                                        | -                                                                                 | 66’                                                                               |
| Totale                                                                            |                                                                                   | Presenze                                                                          | 2                                                                                 |                                                                                   | Reti                                                                              | 1                                                                                 |                                                                                   |

| Cronologia completa delle presenze e delle reti in nazionale ― Argentina under 20 | Cronologia completa delle presenze e delle reti in nazionale ― Argentina under 20 | Cronologia completa delle presenze e delle reti in nazionale ― Argentina under 20 | Cronologia completa delle presenze e delle reti in nazionale ― Argentina under 20 | Cronologia completa delle presenze e delle reti in nazionale ― Argentina under 20 | Cronologia completa delle presenze e delle reti in nazionale ― Argentina under 20 | Cronologia completa delle presenze e delle reti in nazionale ― Argentina under 20 | Cronologia completa delle presenze e delle reti in nazionale ― Argentina under 20 |
| Data                                                                              | Città                                                                             | In casa                                                                           | Risultato                                                                         | Ospiti                                                                            | Competizione                                                                      | Reti                                                                              | Note                                                                              |
| --------------------------------------------------------------------------------- | --------------------------------------------------------------------------------- | --------------------------------------------------------------------------------- | --------------------------------------------------------------------------------- | --------------------------------------------------------------------------------- | --------------------------------------------------------------------------------- | --------------------------------------------------------------------------------- | --------------------------------------------------------------------------------- |
| 26-3-2022                                                                         | Ezeiza                                                                            | Argentina under 20                                                                | 2 – 2                                                                             | Stati Uniti under 20                                                              | Amichevole                                                                        | -                                                                                 | 70’                                                                               |
| 29-5-2022                                                                         | Aubagne                                                                           | Argentina under 20                                                                | 1 – 0                                                                             | Arabia Saudita under 20                                                           | Torneo di Tolone 2022 - 1º turno                                                  | -                                                                                 |                                                                                   |
| 1-6-2022                                                                          | Vitrolles                                                                         | Panama under 20                                                                   | 0 – 1                                                                             | Argentina under 20                                                                | Torneo di Tolone 2022 - 1º turno                                                  | -                                                                                 | 81’                                                                               |
| 4-6-2022                                                                          | Aubagne                                                                           | Francia under 20                                                                  | 6 – 2                                                                             | Argentina under 20                                                                | Torneo di Tolone 2022 - 1º turno                                                  | -                                                                                 | 46’                                                                               |
| 15-5-2023                                                                         | Ezeiza                                                                            | Argentina under 20                                                                | 2 – 1                                                                             | Giappone under 20                                                                 | Amichevole                                                                        | 1                                                                                 | 60’                                                                               |
| 20-5-2023                                                                         | Santiago del Estero                                                               | Argentina under 20                                                                | 2 – 1                                                                             | Uzbekistan under 20                                                               | Mondiali Under-20 2023 - 1º turno                                                 | -                                                                                 | 59’                                                                               |
| 23-5-2023                                                                         | Santiago del Estero                                                               | Argentina under 20                                                                | 3 – 0                                                                             | Guatemala under 20                                                                | Mondiali Under-20 2023 - 1º turno                                                 | -                                                                                 | 58’                                                                               |
| 26-5-2023                                                                         | San Juan                                                                          | Nuova Zelanda under 20                                                            | 0 – 5                                                                             | Argentina under 20                                                                | Mondiali Under-20 2023 - 1º turno                                                 | -                                                                                 | 46’                                                                               |
| Totale                                                                            |                                                                                   | Presenze                                                                          | 8                                                                                 |                                                                                   | Reti                                                                              | 1                                                                                 |                                                                                   |